# تخلخل

مثال للتخلخل في انتشار الصوت في الهواء. يتكون نصف موجة صوتية من جزء منضغط من الهواء ونصف الموجة الآخر من منطقة منخفضة الضغط، أو تخلخل الهواء.

تخلخل rarefaction , هو انخفاض في كثافة المادة، وهي عكس انضغاط المادة. والخلخلة هي مثل الضغط ينتقل في موجات (موجات صوتية)، كما أن الخلخلة موجودة طبيعيا، فالموجة التخلخلية هي المنطقة المنخفضة الضغط اللاحقة لـصدمة صوتية (أنظر الشكل)
تنتشر الموجات التخلخلية مع الزمن (مثلها في ذلك انتشار موجات البحر حيث تنتشر حتى تصل إلى الشاطيء). وفي معظم الحالات تحافظ موجة التخلخل شكلها الموجي طوال زمن انتشارها. كل جزء من الموجة ينتقل بسرعة الصوت في الهواء، أو في الوسط الناقل للموجة. وهذا الانتشار يماثل انتشار ارتفاع في الضغط، يمتد في الوسط حتى تضيع طاقته.

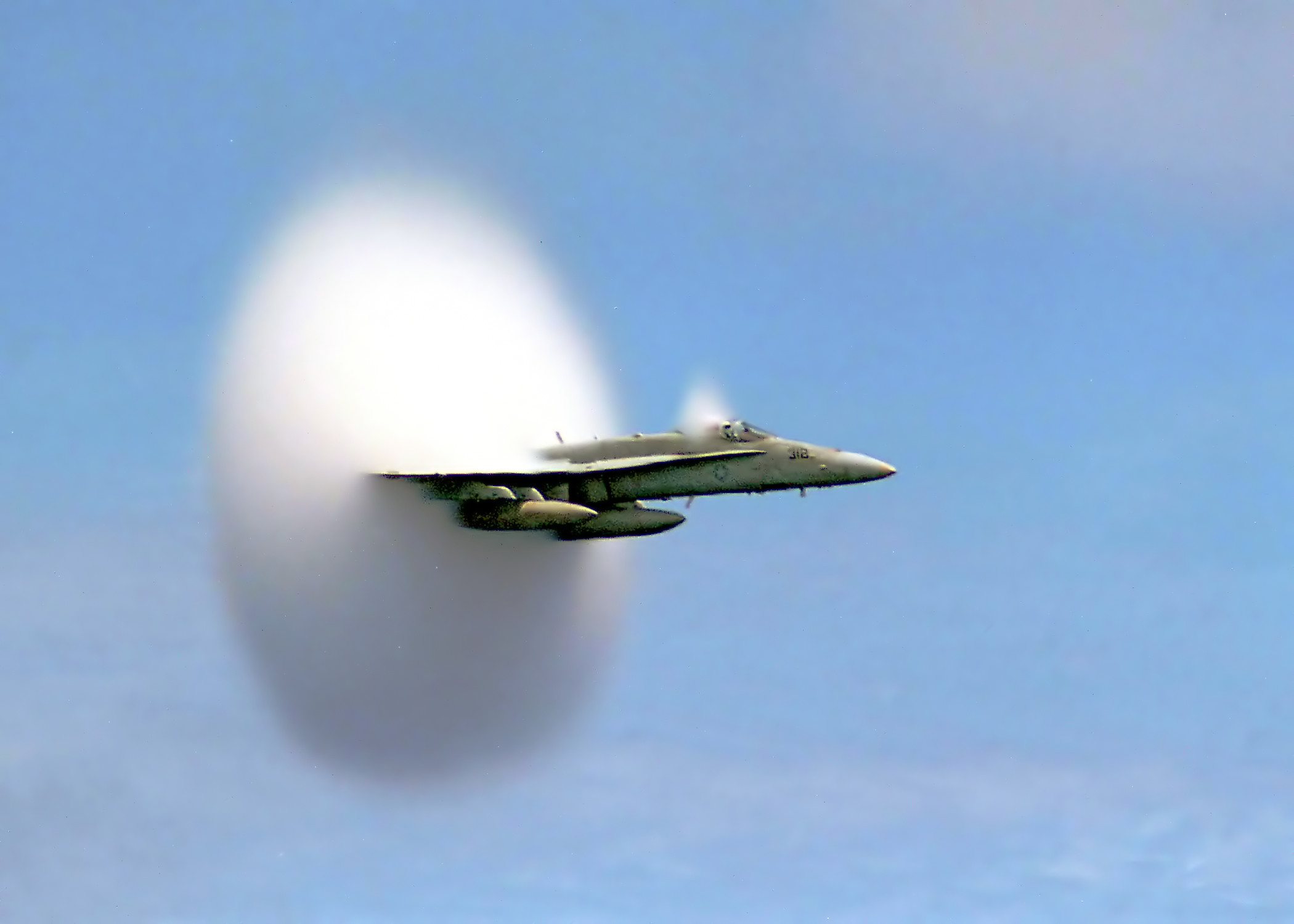
طائرة F/A-18 أثناء اختراقها لسرعة الصوت (نحو 1130 كيلومتر في الساعة). يتسبب تخلخل الهواء عند هذه السرعة في نشأة غيمة خلف الطائرة، تلك الغيمة هي تكثف رطوبة الجو في منطقة التخلخل.

## أمثلة في الطبيعة
يحدث تخلخل للهواء في جو الأرض. نظرا لأن أغلبية كتلة الهواء تكون موجودة بالقرب من سطح الأرض أو البحر، هذا بسبب الجاذبية، فإن الهواء في الطبقات العليا يكون أقل كثافة منه عند سطح الأرض. أي أن الهواء يعتريه تخلخل متزايد مع الارتفاع عن سطح الأرض. هذا معناه أن التخلخل يمكن وصفه بأنه انخفاض في الكثافة في مكان معين أو انخفاض في الكثافة في مساحة معينة في نقطة زمنية معينة.
لهذا يحتاج متسلق جبل الهمالايا لأخذ أنبوبة أكسجين للتنفس عند ارتفاعات أعلى من نحو 4000 كيلومتر، حيث تقل كثافة الهواء شديدا وبالتالي يقل الأوكسجين الذي يحتوي عليه الهواء.
ويمكن مشاهدة التخلخل عندما نضغط على نابض معدني أو من البلاستيك ثم نتركه. فإن النابض ينتفض ويقفز في حالة تخلخل.